# Pho4
Pho4是一种在釀酒酵母（S. cerevisiae）中发现的碱性螺旋-环-螺旋（bHLH）转录因子，在其它酵母中也有发现
Pho4蛋白形成同源二聚体后进入细胞核结合DNA，其识别位点为：5'-CACGTG-3'，这一序列常出现在Pho5等磷酸酶基因的啟動子区域。